# Neobisium golemanskyi
Neobisium golemanskyi är en spindeldjursart som beskrevs av Bozidar P.M. Curcic och Dimitrijevic 200. Neobisium golemanskyi ingår i släktet Neobisium och familjen helplåtklokrypare. Inga underarter finns listade i Catalogue of Life.